# Condado de San Juan (Colorado)
El condado de San Juan (en inglés: San Juan County), fundado en 1876, es uno de los 64 condados del estado estadounidense de Colorado. En el año 2000 tenía una población de 558 habitantes con una densidad poblacional de 1.56 personas por km². La sede del condado es Silverton.

## Geografía
Según la Oficina del Censo, el condado tiene un área total de 1006 km² (388,4 mi²), de la cual 1003 km² (387,3 mi²) es tierra y 2 km² (0,8 mi²) (0.22%) es agua.

### Condados adyacentes
- Condado de Ouray - norte
- Condado de Hinsdale - este
- Condado de La Plata - sur
- Condado de Montezuma - suroeste
- Condado de Dolores - oeste
- Condado de San Miguel - noroeste

## Demografía
En el 2000 la renta per cápita promedia del condado era de $30 764, y el ingreso promedio para una familia era de $40 000. En 2000 los hombres tenían un ingreso per cápita de $30 588 versus $19 545 para las mujeres. El ingreso per cápita para el condado era de $17 584. Alrededor del 20.90% de la población estaba bajo el umbral de pobreza nacional.

## Ciudades y pueblos
- Animas Forks
- Eureka
- Howardsville
- Middleton
- Needleton
- Silverton